# Kableszkowo (obwód Burgas)
Kableszkowo (bułg. Каблешково) – miasto w Bułgarii, w obwodzie Burgas, w gminie Pomorie. W 2023 roku liczyło 2921 mieszkańców.
Kableszkowo leży na wysokości 55–80 m n.p.m. Do 1934 roku nosiło nazwę Dautli, a prawa miejskie uzyskało w 1969 roku. W 1934 roku nazwa miasta została zmieniona na cześć Todora Kableszkowa. 
W pobliżu znajduje się rezerwat archeologiczny Kozarewa Mogiła (V tysiąclecie p.n.e.), a także wzgórze Biberna, skąd car Symeon I miał dowodzić w bitwie pod Anchialos (917). 
W okolicy działają lokalne winiarnie. Co czwartek, w mieście odbywa się targ.

## Galeria

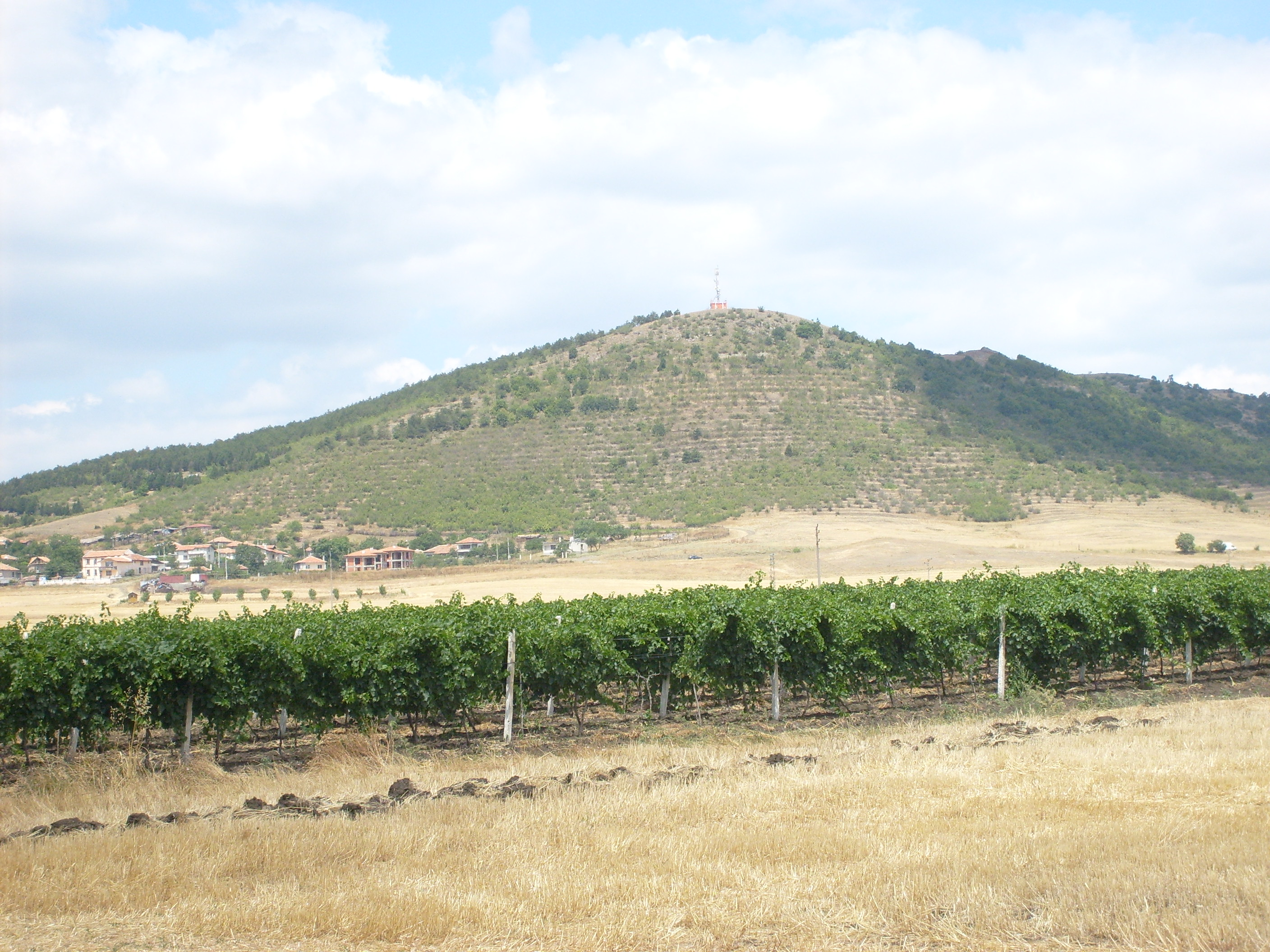
Wzgórze Biberna